# Himledalens församling
Himledalens församling är en församling i Varbergs och Falkenbergs kontrakt i Göteborgs stift. Församlingen utgör ett eget pastorat och ligger i Varbergs kommun i Hallands län.

## Administrativ historik
Församlingen bildades 2002 genom sammanläggning av Grimetons församling, Gödestads församling, Hunnestads församling, Nösslinge församling, Rolfstorps församling och Skällinge församling och bildade samtidigt ett eget pastorat.

## Kyrkor
- Grimetons kyrka
- Gödestads kyrka
- Hunnestads kyrka
- Nösslinge kyrka
- Rolfstorps kyrka
- Skällinge kyrka